# Nessie Rock
Der Nessie Rock (englisch; bulgarisch скала Неси skala Nesi) ist ein in südost-nordwestlicher Ausrichtung 111 m langer und 50 m breiter Klippenfelsen in der Einfahrt zur Mihaylovski Cove, einer Nebenbucht der South Bay der Livingston-Insel im Archipel der Südlichen Shetlandinseln. Er liegt 3,8 km ostnordöstlich des Hannah Point, 340 m östlich des Lukovo Point und 4,67 km westsüdwestlich des Ereby Point.
Bulgarische Wissenschaftler kartierten ihn 2009 und 2017. Die bulgarische Kommission für Antarktische Geographische Namen benannte ihn im April 2021 wegen seiner vermeintlichen Ähnlichkeit zu diesem nach Nessie, dem mythischen Ungeheuer des Loch Ness in Schottland.